# يوما تاكاهاشي
يوما تاكاهاشي (باليابانية: 高橋 悠馬) (25 أبريل 1990 في تشيبا في اليابان – )؛ هو لاعب كرة قدم ياباني سابق كان يلعب كلاعب وسط.

## وصلات خارجية
- يوما تاكاهاشي على موقع رابطة كرة القدم اليابانية للمحترفين (اليابانية)
- يوما تاكاهاشي على موقع عالم كرة القدم.نت (الإنجليزية)